# Том Керні
Том Керні (англ. Tom Cairney, нар. 20 січня 1991, Ноттінгем) — шотландський футболіст, півзахисник клубу «Фулгем».
Виступав, зокрема, за клуби «Галл Сіті» та «Блекберн Роверз», а також національну збірну Шотландії.

## Клубна кар'єра
Народився 20 січня 1991 року в місті Ноттінгем, його батько шотландець за походженням. Вихованець юнацьких команд футбольних клубів «Лідс Юнайтед» та «Галл Сіті».
У дорослому футболі дебютував 2009 року виступами за команду «Галл Сіті», в якій провів чотири сезони, взявши участь у 70 матчах чемпіонату. 
1 серпня 2013 Том приєднався на правах оренди до клубу «Блекберн Роверз». За підсумками першого сезону вболівальники «Роверз» визнали його гравцем року. У серпні 2015 Керні був номінований на гравця місяця але у підсумку став другим.
26 червня 2015 року Том уклав чотирирічний контракт з клубом «Фулгем». Вже у другій грі 15 серпня 2015 шотландець відзначився голом. У лютому 2016 Том став гравцем місяця. Свій перший сезон у складі «дачників» Том завершив улюбленцем публіки.
У сезоні 2016–17 Керні вперше вийшов на поле з капітанською пов'язкою замість Скотта Паркера. За підсумками сезону він став гравцем року.
Напередодні сезону 2017–18 Том продовжив контракт з клубом ще на один рік з можливістю продовження до 2021 року. Його призначили новим капітаном команди замість Скотта Паркера, який завершив ігрову кар'єру.
У травні 2019 Керні підписав новий довгостроковий контракт з «Фулгемом».
10 грудня 2023 року матч англійської Прем'єр-ліги проти «Вест Гем Юнайтед» став для Керні ювілейним, 300-м, у складі «Фулгема» у всіх турнірах.

## Виступи за збірні
2009 року дебютував у складі юнацької збірної Шотландії (U-19), загалом на юнацькому рівні взяв участь у 2 іграх.
Протягом 2010–2012 років залучався до складу молодіжної збірної Шотландії. На молодіжному рівні зіграв у 6 офіційних матчах, забив 1 гол.
2017 року дебютував в офіційних матчах у складі національної збірної Шотландії.